# دينيس لوتا
دينيس لوتا (بالإنجليزية: Dennis Lota)‏، من مواليد 8 نوفمبر 1973، لاعب كرة قدم زامبي.
بدأ مسيرته الكروية مع نادي كونكولا في موسم 1995/1996، وفي موسم 1996/1997 انتقل إلى نادي دانغروس إيس الجنوب أفريقي، وفي موسم 1997/1998 انتقل إلى نادي سيون السويسري، وفي عام 1998 انتقل إلى نادي أورلاندو بيراتيس الجنوب أفريقي، ولعب معهم حتى عام 2002، وفي موسم 2002/2003 انتقل إلى نادي الترجي الرياضي التونسي، وفي موسم 2003/2004 لعب مع نادي دانغروس إيس الجنوب أفريقي، وفي عام 2004 انتقل إلى نادي موروكا سوالووس الجنوب أفريقي، ولعب معهم حتى عام 2006، وفي موسم 2006/2007 انتقل إلى نادي إيك الجنوب أفريقي، ومنذ عام 2007 ولعب مع نادي أمازولو الجنوب أفريقي.
و قد لعب مع منتخب زامبيا لكرة القدم.

## روابط خارجية
- دينيس لوتا على موقع الاتحاد الدولي (مؤرشف)  (الإنجليزية)
- دينيس لوتا على موقع قاعدة بيانات كرة القدم.إي يو (الإنجليزية)
- دينيس لوتا على موقع ناشيونال فوتبول تيمز (الإنجليزية)
- دينيس لوتا على موقع كووورة